# Leiopotherapon unicolor
Leiopotherapon unicolor, conocido como perca moteada o gruñidor moteado, es una especie de pez con aletas radiadas perteneciente a la familia Terapontidae. Es endémico de Australia.

## Descripción
Leiopotherapon unicolor posee un cuerpo alargado y ovalado, algo comprimido, aunque los juveniles tienden a ser más redondeados. Su perfil dorsal es mayormente convexo, mientras que el perfil ventral es uniformemente curvado, con un hocico alargado. Su boca es oblicua, con el maxilar extendiéndose más allá del nivel del frente del ojo, equipada con dientes cónicos fuertes; los de la fila exterior son más grandes, mientras que la banda interior presenta dientes villiformes, y no tiene dientes en el paladar.
La aleta dorsal es continua, con una sección espinosa al frente que es redondeada y cuenta con 11-13 espinas, siendo la tercera o cuarta las más largas. La parte trasera de la aleta dorsal tiene 9-12 radios blandos, el más largo superando la longitud de las espinas dorsales más largas. La aleta anal presenta 3 espinas cortas y 7-10 radios blandos, con una forma suavemente redondeada. La aleta caudal es ligeramente emarginada.
Esta especie es visualmente atractiva, con un color plateado grisáceo a azul plateado en el cuerpo, adornado con numerosos puntos marrón rojizo, excepto en el abdomen. Los juveniles presentan una barra oscura distintiva en el lóbulo inferior de la aleta caudal. Su longitud estándar máxima registrada es de 31 centímetros (12 pulgadas).

## Distribución
Leiopotherapon unicolor tiene la distribución más amplia entre los roncadores de agua dulce en Australia, encontrándose en la mayor parte de los dos tercios del norte del continente, llegando hacia el sur hasta Newcastle, en Nueva Gales del Sur.

## Hábitat y biología
Leiopotherapon unicolor se encuentra en una amplia variedad de condiciones acuáticas, desde aguas corrientes hasta estancadas, con niveles de turbidez que van desde completamente claras hasta casi opacas. Además, tolera una amplia gama de salinidades y temperaturas. Esta especie habita cuerpos de agua intermitentes, donde suele ser más abundante, así como lagos, represas, ríos, billabongs, canales de drenaje, pozos y charcas temporales. En el interior de Australia, puede encontrarse en cualquier cuerpo de agua temporal, incluso en huellas de ruedas inundadas tras las lluvias.
Se dice que esta especie aparece en lugares inusuales después de fenómenos conocidos como "lluvias de peces", pero en realidad son transportados a esos sitios por inundaciones. Es una especie resistente que puede sobrevivir períodos de sequía mediante estivación, aprovechando la mínima humedad en el fondo de cuerpos de agua temporales.
Es omnívora y se alimenta principalmente de insectos acuáticos y terrestres, crustáceos y algunos moluscos, aunque también consume pequeños peces, algas y plantas acuáticas. La reproducción ocurre desde noviembre, cuando la temperatura del agua alcanza los 20–26 °C (68–79 °F), y sucede durante la noche. Antes de desovar, los peces se desplazan río arriba en los ríos o hacia las aguas someras en lagos y estanques, para depositar los huevos en lechos blandos. Los huevos tardan dos días en eclosionar y las larvas se transforman en juveniles en unos 24 días. Los machos protegen y airean los huevos.
Las hembras alcanzan la madurez sexual con una longitud estándar de 78 milímetros (3.1 pulgadas). Una hembra de 24 gramos (0.85 onzas) puede producir 24,000 huevos, mientras que una de 65 gramos (2.3 onzas) puede producir hasta 113,200.

## Descripción de la especie
Leiopotherapon unicolor fue descrito formalmente por Leiopotherapon unicolor fue descrita formalmente por primera vez como Therapon unicolor en 1859 por el ictiólogo y herpetólogo británico de origen alemán Albert Günther (1830-1914). La localidad tipo indicada corresponde a Mosquito Creek y el río Gwydir en Nueva Gales del Sur, Australia.